# Монакски франк
Вижте пояснителната страница за други значения на франк.
Монакският франк (на френски: franc monégasque) е бившата официална валута на Княжество Монако до 1995 г., когато бива заменена от френския франк, който от своя страна бива заменен от еврото през 2002 г. Монакският франк се разделя на 100 сантима или 10 децима. Подобно на френския франк, монакският франк е преоценен през 1960 г. в съотношение 100 стари франка = 1 нов франк. Официалният обменен курс франк към евро е 6,55957 монакски франка за 1 евро. Освен в Монако, Монакският франк е законно платежно средство също във Франция и Андора.

## Монети
Първите десетични монети на Монако са емитирани през 1837 и 1838 г. в купюри от 5 сантима, 1 децим и 5 франка. Монетата от 5 сантима и 1 децим са изсечени от мед и месинг, като са със същия размер като по-ранните френски монети (Франция не сече тези деноминации по това време), докато 5 франка съвпадат с френската монета от същата купюра.
Между 1924 и 1926 г. са емитирани алуминиево-бронзови монети от 50 сантима, 1 и 2 франка със същия размер като френските монети. През 1943 г. са въведени алуминиеви монети от 1 и 2 франка, последвани от алуминиево-бронзови монети през 1945 г., заедно с алуминиеви 5 франка. През 1946 г. са въведени никелови 10 франка, последвани от 20 франка през 1947 г. През 1950 г. са емитирани алуминиево-бронзови 10, 20 и 50 франка и медно-никелови 100 франка, като размерът на монетата от 100 франка е намален, за да съответства на съществуващата френската монета със същия номинал през 1956 г.
Когато франкът е преоценен през 1960 г., Монако издава никелови монети от 1 франк и сребърни от 5 франка. През 1962 г. са изсечени алуминиево-бронзови монети от 10, 20 и 50 сантима, последвани от никелови монети от 1⁄2 франка през 1965 г. и никелови монети от 5 франка през 1971 г. През 1974 г. биват изсечени никелово-месингови монети от 10 франка, монети от неръждаема стомана от 1 сантим и алуминиево-бронзови 5 сантима през 1976 г. Всички тези монети съответстват на размерите и състава на съответните френски монети.

## Банкноти
Единствените монакски банкноти датират от 20 март 1920 г. Първоначално е налице спешно емитиране на банкноти от 25 и 50 сантима и 1 франк на 28 април 1920 г., последвано от второ емитиране на банкноти от 25 сантима и 1 франк с различни цветове. Виолетовите банкноти от 25 сантима се предлагат със и без щамповане, което е използвано за валидиране на банкнотите, но процесът скоро е прекратен като мярка за намаляване на разходите. Релефните банкноти имат коронован щит с диамантен модел в центъра, заобиколен от текста „Княжество Монако“ (Principauté de Monaco), и се предлагат с кръгове с два различни диаметъра.